# Rojewice
Rojewice [pronunciación en polaco: /rɔjɛˈvit͡sɛ/] es un pueblo ubicado en el distrito administrativo de Gmina Rojewo, dentro del Distrito de Inowrocław, Voivodato de Cuyavia y Pomerania, en el norte de Polonia central. Se encuentra aproximadamente a 8 kilómetros (5 mi) al norte de Rojewo, a 20 kilómetros al norte de Inowrocław, a 23 kilómetros al oeste de Toruń, y a 27 kilómetros al sureste de Bydgoszcz.